# Wolfgang Huber (Mediziner, 1940)

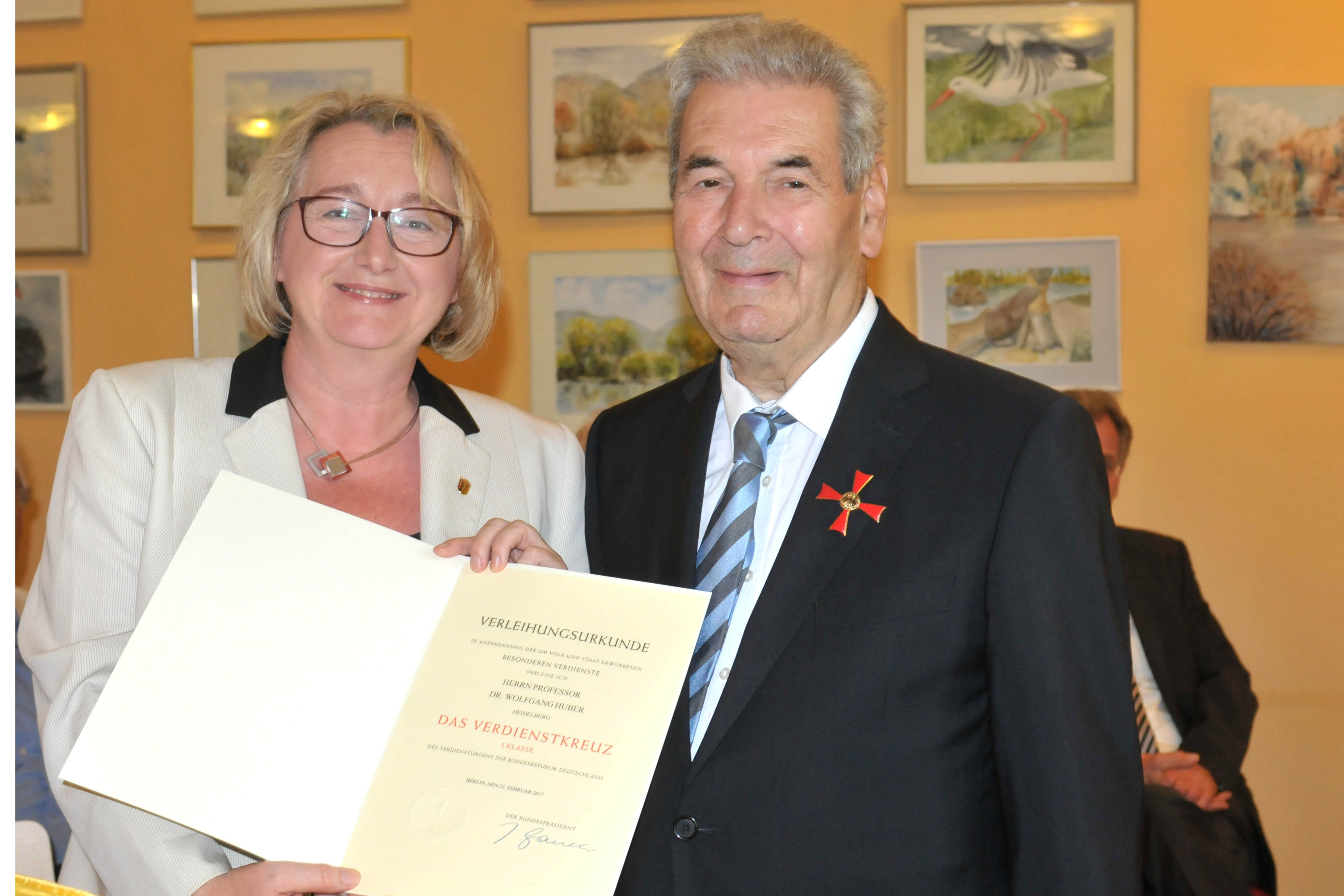
Wissenschaftsministerin Theresia Bauer überreicht Wolfgang Huber das Bundesverdienstkreuz 1. Klasse.

Wolfgang Huber (* 11. November 1940 in Mannheim) ist ein deutscher Facharzt für Innere Medizin, des Weiteren Nephrologe und Umweltmediziner.

## Werdegang
Nach Abschluss seines Medizinstudiums an der Universität Heidelberg im Jahr 1965 war Huber von 1967 bis 1975 an der medizinischen Klinik des Klinikums Mannheim – zugehörig zur Universität Heidelberg – als Assistenzarzt und wissenschaftlicher Assistent tätig. 1974 erhielt er seine Zulassung zum Facharzt für Innere Medizin, 1976 die Venia Legendi für dieses Fach. Von 1975 bis 1998 arbeitete Huber als leitender Arzt im Kurpfalzkrankenhaus Heidelberg in der Abteilung Nephrologie/Hämodialyse. Die Teilgebietsbezeichnung „Nephrologe“ wurde ihm im Jahr 1979 anerkannt. Von 1986 bis 2005 war Huber außerplanmäßiger Professor an der medizinischen Fakultät Mannheim der Universität Heidelberg. In den Jahren von 1991 bis 1993 betätigte sich Huber als Gutachter am Frankfurter Holzschutzmittelprozess, dem größten Umwelt-Strafprozess der Bundesrepublik. In seinem Bericht legt er den Zusammenhang zwischen bioziden Inhaltsstoffen diverser Holzschutzmittel und den daraus resultierenden Immunstörungen dar.
Ab 1995 trägt Huber die Zusatzbezeichnung „Umweltmediziner“ und betrieb von 1998 bis Februar 2021 eine Privatpraxis im Heidelberger Stadtteil Wieblingen. Als Gutachter erstellte er bis 2017 Gutachten in Renten- und Berufskrankheitenverfahren, Impfgutachten, Gutachten in Schwerbehindertengesetzverfahren und Privatgutachten.
Im Jahr 2000 wurde er mit dem Bundesverdienstkreuz am Bande, 2008 mit der Bürgerplakette der Stadt Heidelberg und 2017 mit dem Bundesverdienstkreuz 1. Klasse für sein jahrzehntelanges Engagement in der Umweltmedizin und in der Seniorenarbeit ausgezeichnet.

## Spezialgebiete
Wolfgang Huber beschäftigt sich mit Erkrankungen und deren Folgen durch Schadstoffbelastungen wie Pestizide, Lösungsmittel, chlororganische Kohlenwasserstoffe, Fungizide oder Schwermetalle. Aber auch Untersuchungen zu Dentalmaterialien, Borreliose, MCS, CFS sowie Nierenerkrankungen gehören in sein Fachgebiet.

## Mitgliedschaften und Ämter
- 1971–1999: Mitglied des Heidelberger SPD-Stadtrates
- 1984: Mitbegründer der Heidelberger Akademie für Ältere
- seit 1985: Arbeiterwohlfahrt (AWO) Heidelberg, seit 2000 stellvertretender Vorsitzender
- seit 1997: Deutscher Berufsverband der Umweltmediziner e.V.; 2001–2018 Mitglied des Vorstandes
- Ehrenmitglied des DEGUZ e. V. – Deutsche Gesellschaft für Umwelt-ZahnMedizin e. V.

## Veröffentlichungen (Auswahl)
Huber veröffentlichte über 130 Publikationen, darunter im Folgenden eine kleine Auswahl:
- Handbuch der Arbeitsmedizin: Arbeitsphysiologie, Arbeitspsychologie, klinische Arbeitsmedizin, Prävention und Gesundheitsförderung. ecomed Medizin, Heidelberg München Landsberg Frechen Hamburg 1989.
- Daniel, Huber W, Bauer K, Suesal C, Mytilineos J, Melk A, Conradt C, Opelz G.: Association of elevated blood levels of pentachlorophenol (PCP) with cellular and humoral immunodeficiencies. PMID 11256860 (englisch).
- Wolfgang Huber und Volker von Baehr: Die Behandlung der sekundären Mitochondriopathie - Therapiemonitoring mit den Labormarkern Adenosintriphosphat (ATP) und dem Entzündungsmarker TNF-alpha. Hrsg.: umwelt medizin gesellschaft (= 2/2012). (europaem.eu).
- Wolfgang Huber und Volker von Baehr: Chronische Systemische Entzündungserkrankungen –  eine standardisierte Diagnostik führt zur zielgerichteten Therapie. Hrsg.: umwelt medizin gesellschaft (= 4/2014). (docplayer.org).
- Wolfgang Huber und Volker von Baehr: Chronische Entzündungen behandeln - Ergebnisse einer orthomolekularen Langzeittherapie. Hrsg.: umwelt medizin gesellschaft (= 1/2017).
- Hans-Ulrich Hill, Wolfgang Huber, Kurt E. Müller: Multiple Chemikalien-Sensitivität (MCS): ein Krankheitsbild der chronischen Multisystemerkrankungen (CMI) ; umweltmedizinische, toxikologische und sozialpolitische Aspekte ; ein Blick auf den aktuellen Forschungsstand (= Berichte aus der Medizin). 3., neu bearb. und erw.  Auflage. Shaker, Aachen 2010, ISBN 978-3-8322-9046-7.
- Ulf Claussen, Wolfgang Huber: Wenn Arbeit das Leben kostet: stimmt d. Gesundheitsschutz im Betrieb? (= SWI zum Thema. Nr. 5 : Arbeitsschutz). SWI-Verl, Bochum 1987, ISBN 3-925895-07-8.